# Катайский насосный завод
Катайский насосный завод — предприятие по производству насосов, расположенное в г. Катайске (Курганская область, Россия) и входящее в состав РАТМ Холдинг. Создано 20 сентября 1941 года после эвакуации в с. Катайское (в то время Челябинской области) Мелитопольского насосокомпрессорного завода (г. Мелитополь, Украинская ССР). Поставляет продукцию предприятиям России, Украины, Узбекистана и Казахстана, а также многих других стран.

## История
История предприятия началась до революции на Украине, где оно зародилось в качестве небольшого машиностроительного производства.

### Довоенный период
Корни завода уходят в г. Мелитополь, на западной окраине которого в начале XX века (по другим данным — в 1880-е годы) открылась мастерская с небольшой вагранкой для отливки серого чугуна, принадлежавшая мелкому предпринимателю Голубчину. По некоторым данным это было предприятие Израиля Голубчина, местного коммерсанта, получившего образование в Англии и некоторое время работавшего там. Оно занималось производством и ремонтом оборудования для мельниц и нефтедвигатели. В ряде источников упоминается его партнёр и совладелец предприятия Заферман. Возможно, речь идёт об И. Д. Зафермане, основавшем в 1908 году в Мелитополе «Чугунолитейный и машиностроительный завод», на котором был освоен выпуск нефтяных двигателей шведской конструкции, наследником которого в советские годы стал завод «Победа» (с 1959 года — Мелитопольский моторный завод).
В конце 1920-х годов в связи с завершением НЭПа по всей стране началась массовая ликвидация частных предприятий. В 1928 году Голубчин передал свою мастерскую Мелитопольскому горпромкомбинату. В течение полугода на её базе было фактически создано новое предприятие — построены литейный и механический цеха, кузня, испытательная станция, малярня, склад готовой продукции, трансформаторная и столовая. 23 декабря 1930 года предприятие было принято Государственной комиссией и стало именоваться Мелитопольским машиностроительным заводом.
На заводе работало 360 человек, ежегодно выпускалось продукции на 2 млн руб. Завод производил 1440 насосов в год, что составляло 23 % всего насосного производства в стране. Мелитопольские насосы были предназначены для мелиоративных и хлопково-огороднических плантаций. В 1934 году завод перешёл в общесоюзное подчинение. В 1936 году был освоен выпуск компрессоров. В 1937 году началось серийное производство передвижных компрессорных станций. В довоенный период завод выпустил 105 компрессоров производительностью от 6 до 9 м³/мин и 4179 насосов общей стоимостью 19 млн руб. Прошла реконструкция, количество работающих достигло 1300 человек, были сданы в эксплуатацию дома на 18 и 32 квартиры, четыре общежития, бытовые помещения в цехах. Издавалась многотиражка «За темпы».
Производство располагалось в восьми цехах общей площадью 6412 м². Ежегодно производилось 8500 насосов, около 400 компрессоров. Для военных нужд поставлялись сигнальные сирены, мины, передвижные компрессорные станции. На предприятии работало около 750 человек.

### Великая Отечественная война
С началом Великой Отечественной войны 357 работников были мобилизованы, завод перешёл на выпуск изделий № 900 (мины). Цех, выпускающий мины, перешёл на казарменное положение, то есть работники жили непосредственно в цехах. Однако в конце августа в результате налёта вражеской авиации пострадали силовая станция и механический цех, после чего было принято решение об эвакуации предприятия. 25 августа директор М. С. Седунов подписал приказ об эвакуации завода и его сотрудников, назначив директором до своего прибытия главного инженера П. П. Приходченко. 29 августа первый эшелон с 55 рабочими под началом Ошерова тронулся в путь. В очерке Ф. Д. Устюжанина говорится о трёх эшелонах, однако участник эвакуации Евсей Павлович Горский утверждает, что из Мелитополя выехало четыре эшелона, один из которых попал под бомбёжку. Первый эшелон прибыл в село Катайское (в то время — Челябинской области) 18 сентября 1941 года, с ним прибыло 180 единиц оборудования. Второй эшелон прибыл 22 сентября. 6 октября немецкие войска вошли в Мелитополь. 20 сентября главный инженер П. П. Приходченко, исполнявший обязанности директора, подписал приказ № 1, которым был определён 10-часовой рабочий день и назначены должностные лица. С этого момента идёт отсчёт истории предприятия. Первым директором предприятия стал Михаил Степанович Седунов
Вместе с оборудованием были эвакуированы и рабочие предприятия, в общей сложности 178 человек (93 рабочих и 62 инженерно-технических работника). В частности в Катайск прибыл инженер-конструктор М. М. Орахелашвили, впоследствии профессор Московского энергетического института, лауреат Сталинской премии. Здесь он спроектировал вагранку строящегося Катайского насосного завода. В 1943 году М. М. Орахелашвили был отозван в Москву для работы во вновь созданном ЦКБ Гидромашиностроения.
В то время в селе Катайском проживало 2709 человек. Промышленность была в зачаточном состоянии, а перечень местных предприятий крайне невелик: маслозавод, артель «Кустарь», райпромкомбинат, кирпичный завод, машинно-тракторная станция (МТС), контора заготзерно. Электричество отсутствовало. Предписание Государственного Комитета Обороны о размещении завода на площадке Катайской МТС поступило накануне прибытия первого эшелона.

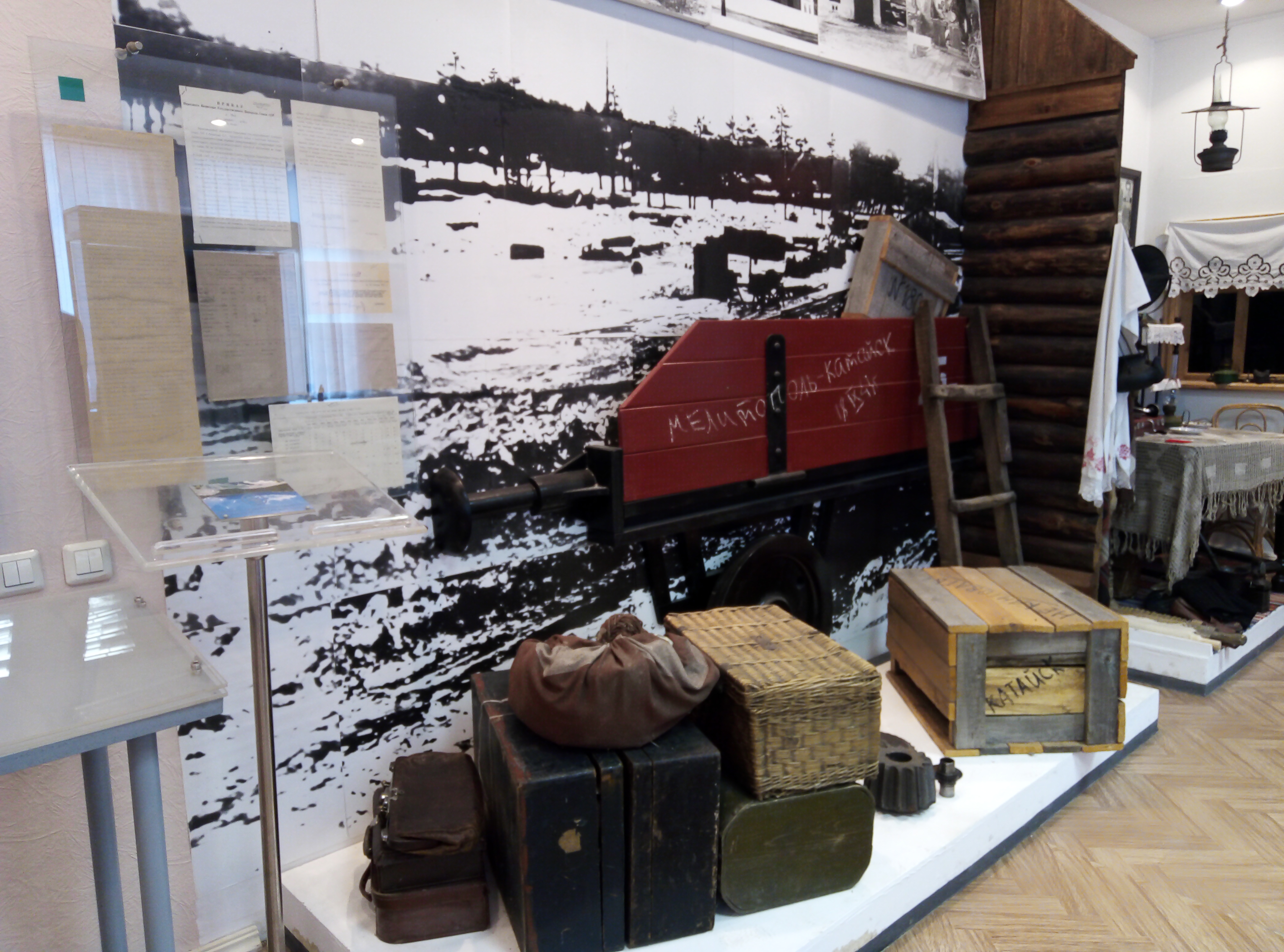
Диорама эвакуации в заводском музее.

Под первый механический цех отвели корпус Катайской МТС, механический цех № 2 разместили в складах конторы заготзерно по ул. Ленина, литейный цех — в складе заготзерно на западной окраине села, сборочный цех — в гараже МТС. Оборудование доставляли волоком, на металлических листах, которые тащили за собой по снегу работники завода и местные жители. В частности, прибыли два паровых котла, а также оснастка и заготовка для мин. 18 декабря 1941 года были введены в строй механический цех № 1 и силовая станция, размещённая в бывшей Богоявленской церкви, где рабочие забелили росписи и установили два локомобиля фирмы «Вольф» по 120 л. с. с генераторами по 85 кВт, а также дизель-генератор мощностью 320 л. с. с генератором на 220 кВт. Там же находился заводской гудок, который в зимнее время был слышен за 10-15 км. Водопровод провели в октябре 1941 года от водокачки, для чего подростки проложили вручную траншею. После был установлен дизельный генератор, снятый с подводной лодки, что улучшило электроснабжение предприятия. При заводе была создана школа фабрично-заводского обучения. Оборудование монтировали в амбарах, откуда удалили хлеб. Так под литейный цех был переоборудован амбар, откуда были вывезены сотни тонн зерна. После там была смонтирована первая двухтонная вагранка, установлено оборудование формовочного и заливочного участков. Мёрзлую землю под фундамент вагранки, сушильных печей, галтовочных барабанов и другого оборудования долбили вручную. Пуск состоялся 13 апреля 1942 года. Первый чугун ушёл на пол, однако вскоре производственный процесс был налажен.
В январе 1942 года в цехе № 1 началось производство мин калибра 82 мм, в апреле состоялась первая плавка чугуна. К концу года на предприятии работало 706 человек. За первый месяц было выпущено 25 тыс. мин, за все годы войны — 596 500, в частности: в 1943 году — 165 тыс., в 1944 году — 180 тыс., в 1945 году — 100 тыс.
Продолжился и выпуск гражданской продукции: за 1942—1945 годы было произведено 6413 насосов и 450 компрессоров, в том числе: в 1943 году — 103 компрессора, 1377 насосов, в 1944 году — 147 компрессоров и 1891 насос, в 1945 году — 171 компрессор и 2387 насосов.
Более 60 % работников составляли женщины и девушки, а также подростки в возрасте от 14 до 16 лет. В 1943 году из 860 работников 524 составляли женщины. В числе эвакуированных рабочих прибыли Юрий и Иван Чан-Фун-Тен, потомки китайских иммигрантов, перешедших в 1938 году советскую границу и разлучённых в Хабаровске с родителями, а позднее осевших в Мелитопольском детском доме. Со временем нашёлся третий брат Виктор, эвакуированный с детским домом в Казахскую ССР. В итоге все три брата воссоединились и осели в Катайске, став работниками завода.

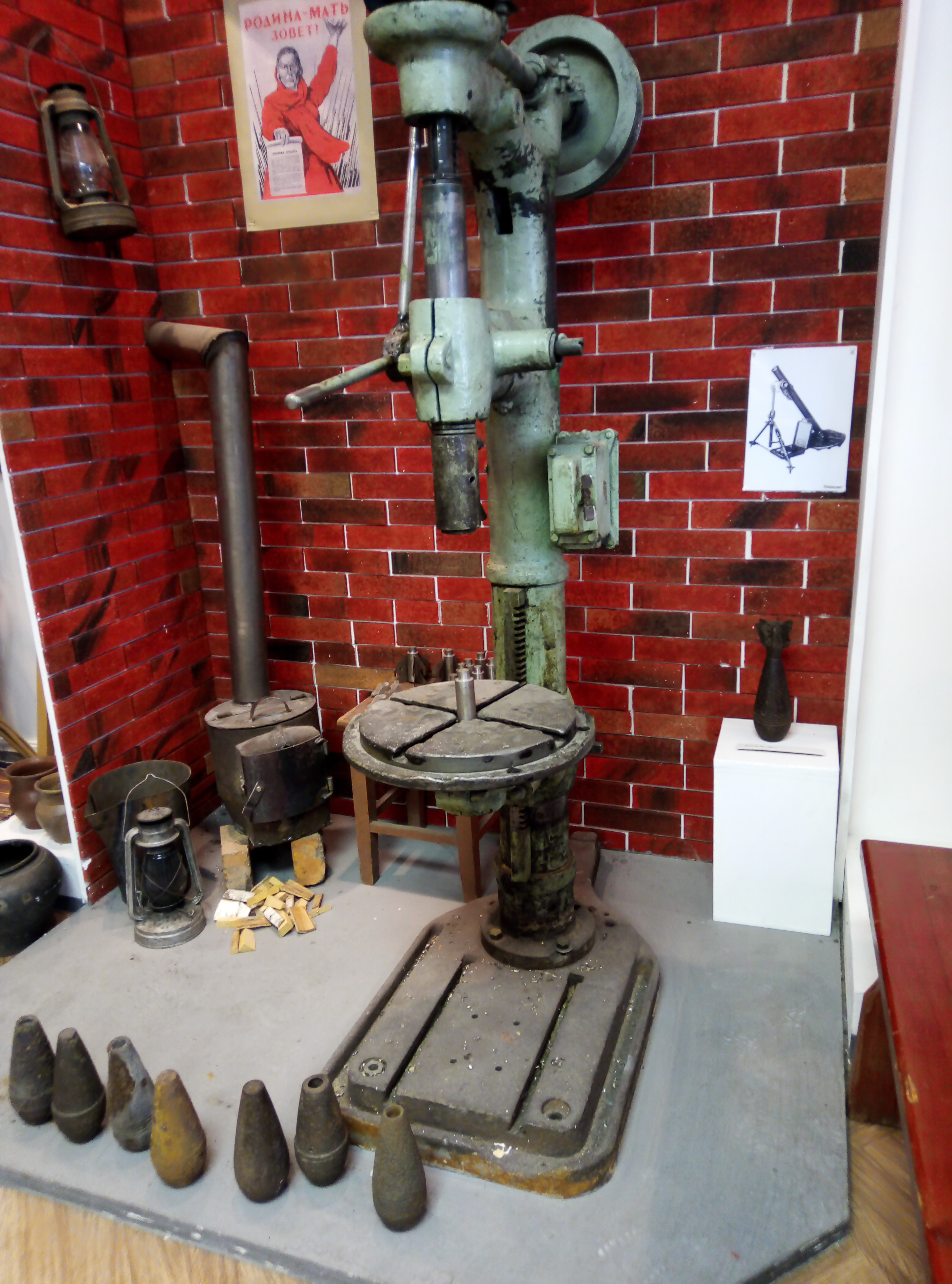
Диорама рабочего места в заводском музее.

Мужчины ушли на фронт — за годы войны было мобилизовано 219 заводчан, а к концу 1940-х годов на предприятии работало 282 фронтовика. На 1 января 1942 года на заводе трудился 451 человек. К концу 1942 года действовало 22 комсомольско-молодежных бригады, в составе которых работало 110 человек. Работали с 8 часов утра до 10 вечера, а порой и до полуночи. Так приказом от 6 апреля 1942 года ввиду недостатка рабочих были введены три часа сверхурочных работ ежедневно. В результате первая смена приступала к работе в 8 часов утра и заканчивала в 8 часов вечера, а вторая смена приступала в 8 часов вечера и работала до 8 часов утра. Сотрудники конструкторского бюро по окончании рабочей смены работали по четыре дополнительных часа в литейном цехе на заливке и выбивке мин.
Нередко рабочие переходили на казарменное положение, то есть жили непосредственно на заводе. В таких случаях они порой по 20-25 дней не покидали цеха, отдыхая по два-три часа в день у теплившегося «храпка» (самодельного приспособления для отопления), либо на горячей стружке прямо у станка. В 1943 году из-за нехватки топлива для силовой станции завод почти два месяца не работал. В это время большая группа рабочих была отправлена в урочище Греховка, где каждый должен был нарубить и вынести на дорогу 1 м³ дров.
Продуктов питания не хватало, поэтому было создано подсобное хозяйство. На 120 га выращивались зерновые культуры, картофель, овощи. Появился крупный рогатый скот, свиньи, пчёлы. Многие рабочие приходили на смену без обуви и ранили ноги о стружку. Дирекция запретила пропускать через проходную босоногих, но выяснилось, что у рабочих просто не было обуви. Тогда было организовано производство башмаков с деревянной подошвой и матерчатым верхом — подобный экземпляр можно увидеть в экспозиции заводского музея.
Часть документации была передана на Каменский чугунолитейный завод, где также было организовано производство насосов и ряда других изделий.
К концу войны производство военной продукции сворачивается. 23 октября 1943 года войска 4-го Украинского фронта освободили Мелитополь. Вскоре директор завода М. С. Седунов и главный инженер П. П. Приходченко вернулись в Мелитополь. В январе 1944 года Катайский завод отправил в Мелитополь 60 единиц оборудования для восстановления предприятия. Вскоре оно вновь заработало на прежней производственной площадке, где в период оккупации действовал фашистский лагерь для военнопленных. Кроме вооружения для фронта завод начал выпуск центробежных насосов для сельского хозяйства. Часть производственных мощностей остались в Катайске.
9 мая 1945 года сотрудники встретили на рабочем месте. Вскоре после получения известия об окончании войны во втором цехе состоялся митинг, на котором рабочие стояли под знаменем.

### Послевоенный период

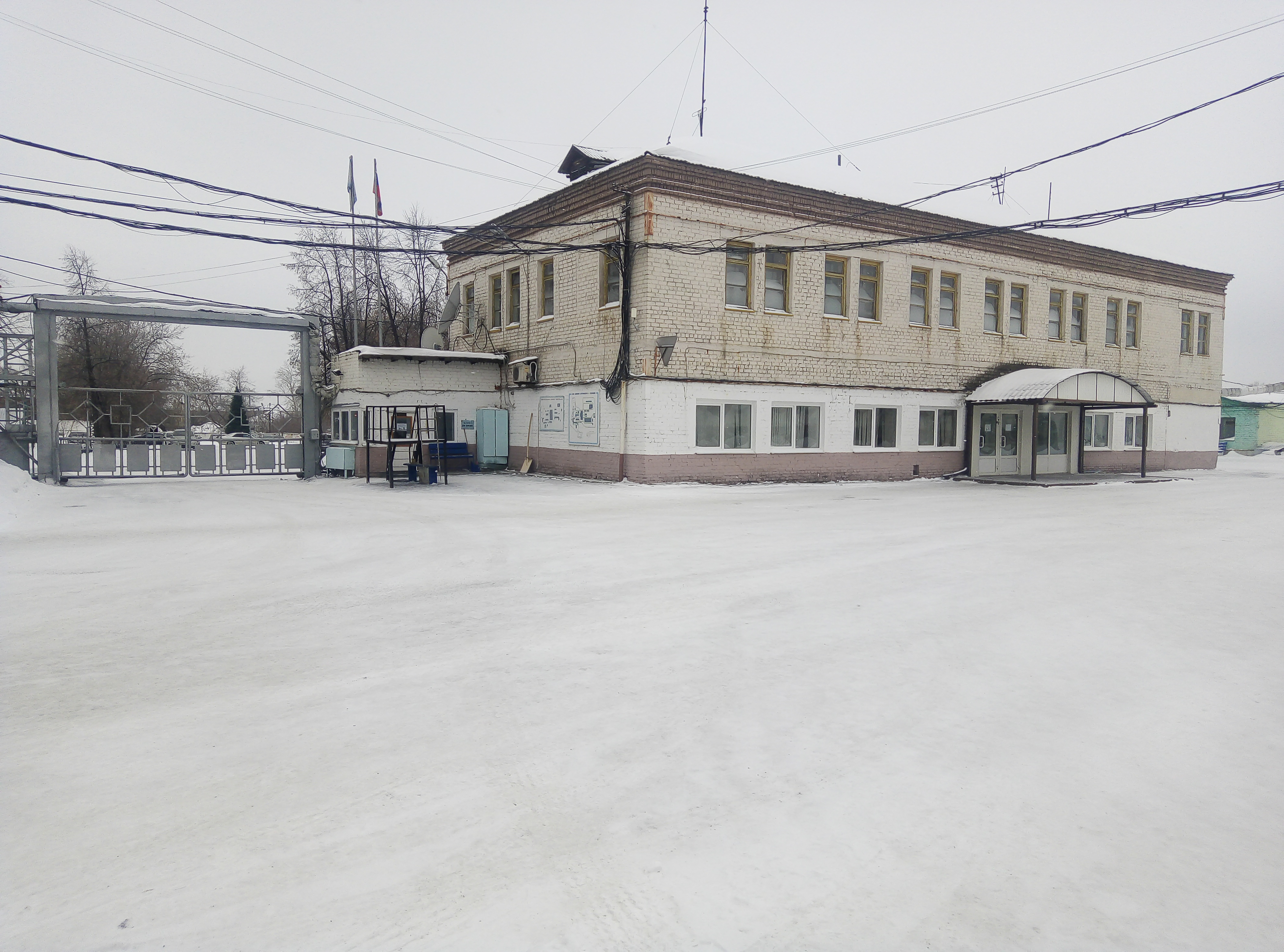
Проходная завода.

По окончании войны завод был перемещён на современную территорию, силовая станция была переоборудована под заводской дом культуры, а заводской гудок заменён на электрическую сирену. В 1946 году завод располагал производственными площадями 5213 м² и состоял из 10 цехов: литейного, кузнечно-котельного, компрессорного, механосборочного, инструментального, ремонтно-механического, ремонтно-строительного, силового, электроцеха и транспортного. На предприятии работало 729 человек, в том числе 470 рабочих и 100 инженерно-технических специалистов.
В 1947 году было выпущено 384 компрессора и 3712 водяных центробежных насосов, был освоен выпуск центробежных насосов для воды, в 1948 году началось производство судовых насосов с материалом проточной части из бронзы, во 2-м механическом цехе были смонтированы две кран-балки грузоподъёмностью по 2 тонны. В 1951 году были внедрены циркуляционные насосы для перегретой воды из чугуна, в 1963 году началось освоение центробежных насосов для химически активных жидкостей из нержавеющей стали. Началось изготовление продукции на экспорт — с 1955 по 1965 годы в 30 стран было отправлено 10 202 насоса.
В 1953 году были демонтированы локомобили «Вольф», на смену которым пришёл локомобиль «МАВАГ» (Венгрия) мощностью 320 л. с. Общая мощность силовой станции возросла до 638 кВт. В 1957 году завершилось строительство ТЭЦ. В том же году в литейном цехе были установлены пятитонные вагранки. В 1950-е годы появляются первые пневмо- и гидрозажимы на многошпиндельных универсальных станках.

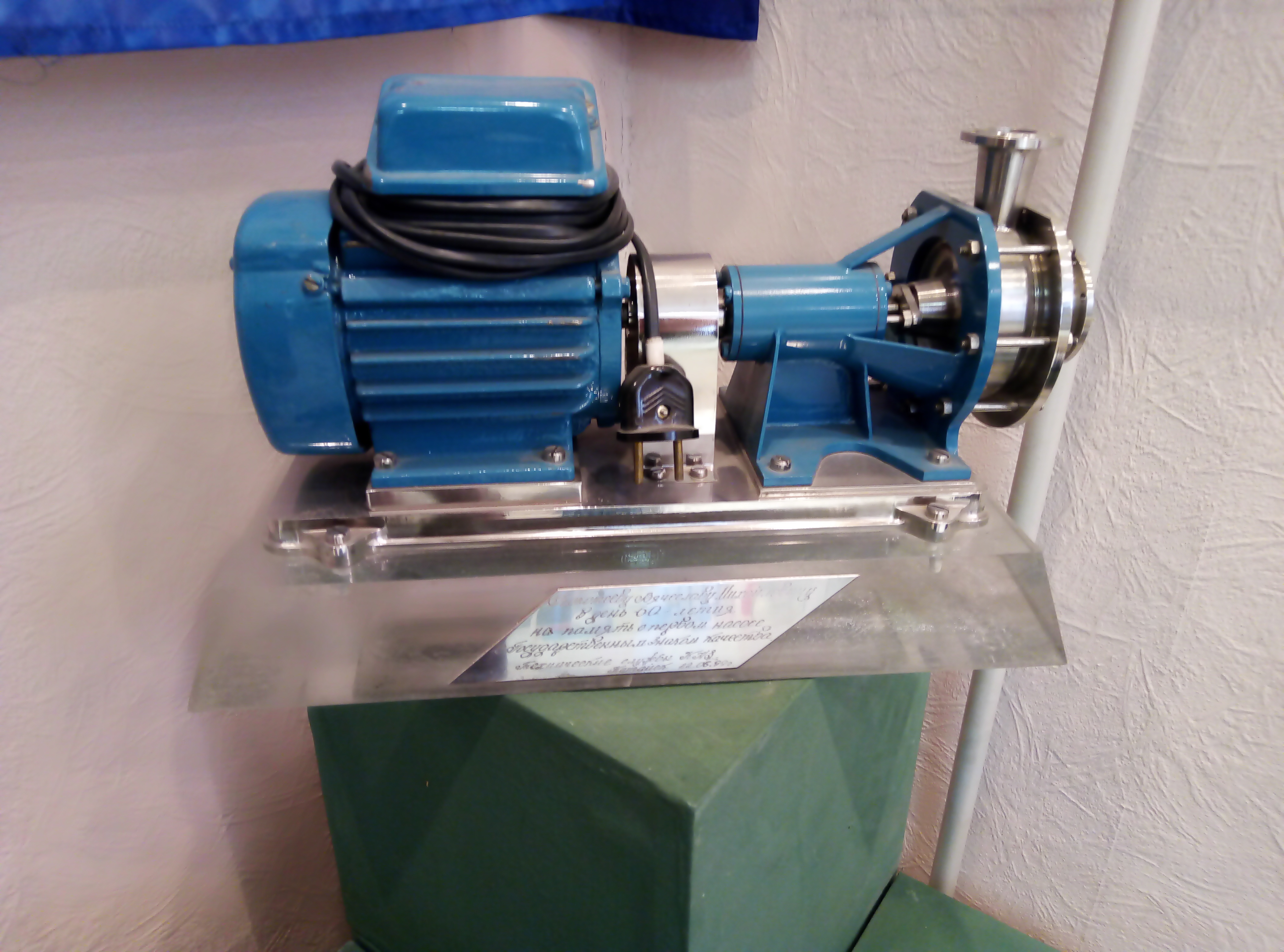
Макет насоса 6Х-9Д-1, отмеченного Государственным знаком качества.

В 1960-е годы были внедрены переменно-поточные линии. Появились специализированные участки по обработке рабочих колёс, опорных кронштейнов, спиральных корпусов серийных насосов. В 1960 году были вручены первые личные клейма, подтверждающие ответственность конкретного рабочего за изделие. В 1961 году в связи с вводом в эксплуатацию районной подстанции мощностью 110/35/11 кВт завод был переведён на электроснабжение от государственной электролинии. В 1964 году прекращен выпуск компрессоров. В 1963—1980 годах был освоен ряд новых изделий, включая морские насосы, циркуляционные из стали, конденсатные для тепловых электростанций, насосы для перекачивания светлых нефтепродуктов и специальные насосы для Министерства обороны. В 1964 году было построено здание заводоуправления.
В период с 1959 по 1972 годы были сданы в эксплуатацию БОЦ, ДОЦ, испытательная станция, корпус № 1, заводоуправление, заводской Дом культуры, детские сады, профилакторий, столовая, очистные сооружения, жилые дома, база отдыха. В 1959 году началось строительство третьего механосборочного цеха. В 1973 году был сдан корпус № 1 (впоследствии — цех № 1).
В 1960-е годы из-за жалоб жителей на шум электрическая сирена завода перестала использоваться. Гудок по распоряжению властей был экстренно восстановлен лишь в 1982 году, чтобы использоваться один раз, 15 ноября — в день похорон генерального секретаря ЦК КПСС Л. И. Брежнева. После он использовался, как минимум, дважды — во время похорон генеральных секретарей Ю. В. Андропова 14 февраля 1984 года и К. У. Черненко 13 марта 1985 года.
В 1970-е годы были освоены новые станки типов 1284, 1283, 270М и ряд других. В 1971 году завод стал первым предприятием Курганской области, чья продукция была отмечена государственным знаком качества. 22 июня на заводе был изготовлен миллионный насос. В 1975 году знак качества был присвоен насосам ХД, в 1978 году — насосам КМ.

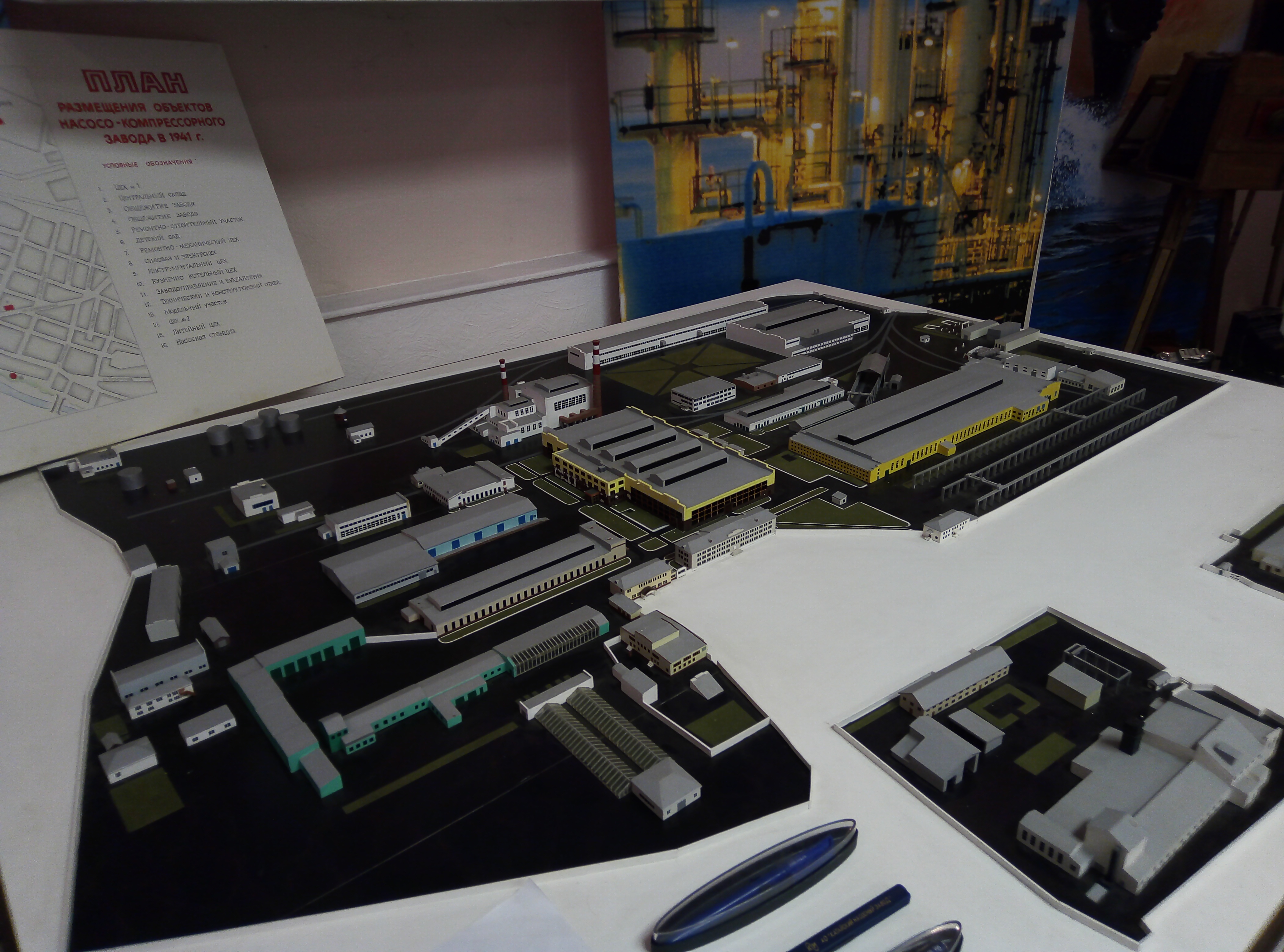
Макет завода в музее.

В 1980 году началось освоено насосов Х-50-32-125Д, соответствующих международному стандарту ИСО. В 1985 году в цехе № 1 началось освоение станков с числовым программным управлением. К началу 1991 году на предприятии работало более 20 станков с ЧПУ. Организуется производство товаров народного потребления: фигурки Деда Мороза и Снегурочки, журнальные столики, чайные ложки, хлебницы, подсвечники, подносы, вешалки, шумовки, шкатулки, рукоятки рычагов, пластмассовые вёдра и тазы и пр.
В 1979 году началось создание подсобного хозяйства, которое в 1983 году выдало первую продукцию — 52 центнеров молока и 107 центнеров овощей. В 1985 году введена в строй теплица для выращивания овощей.
При заводе открывается вечернее отделение Шадринского машиностроительного техникума.
К 1991 году в сотрудничестве с ВНИИ «Гидромаш» было освоено 237 марок насосов. В общей сложности было произведено 3,5 млн насосов, 70 % которых предназначались для энергетики и ЖКХ, остальные использовались в нефтепереработке, нефтехимии, на объектах Министерства обороны. В 38 стран мира было поставлено 55 тыс. насосов. Катайские насосы эксплуатировались на электростанциях (в том числе атомных) Венгрии, Болгарии, Индии, Пакистана, Кубы, Китая, Турции и др. Завод занимал территорию 33 га, из которой производственная площадь составляла 53 537 м². Предприятие состояло из четырёх основных цехов (1-й, 2-й, 3-й, литейный), 10 вспомогательных и подсобного хозяйства.

### Современный период
В конце ноября 1992 года в результате акционирования было создано АО «Катайский насосный завод». Был образован совет директоров из 25 человек. Председателем совета и генеральным директором акционерного общества был избран В. М. Кокотеев.
В 2000-е годы главной проблемой предприятия стал демпинг со стороны китайских производителей, чья продукция, уступая по качеству, была при этом в несколько раз дешевле.

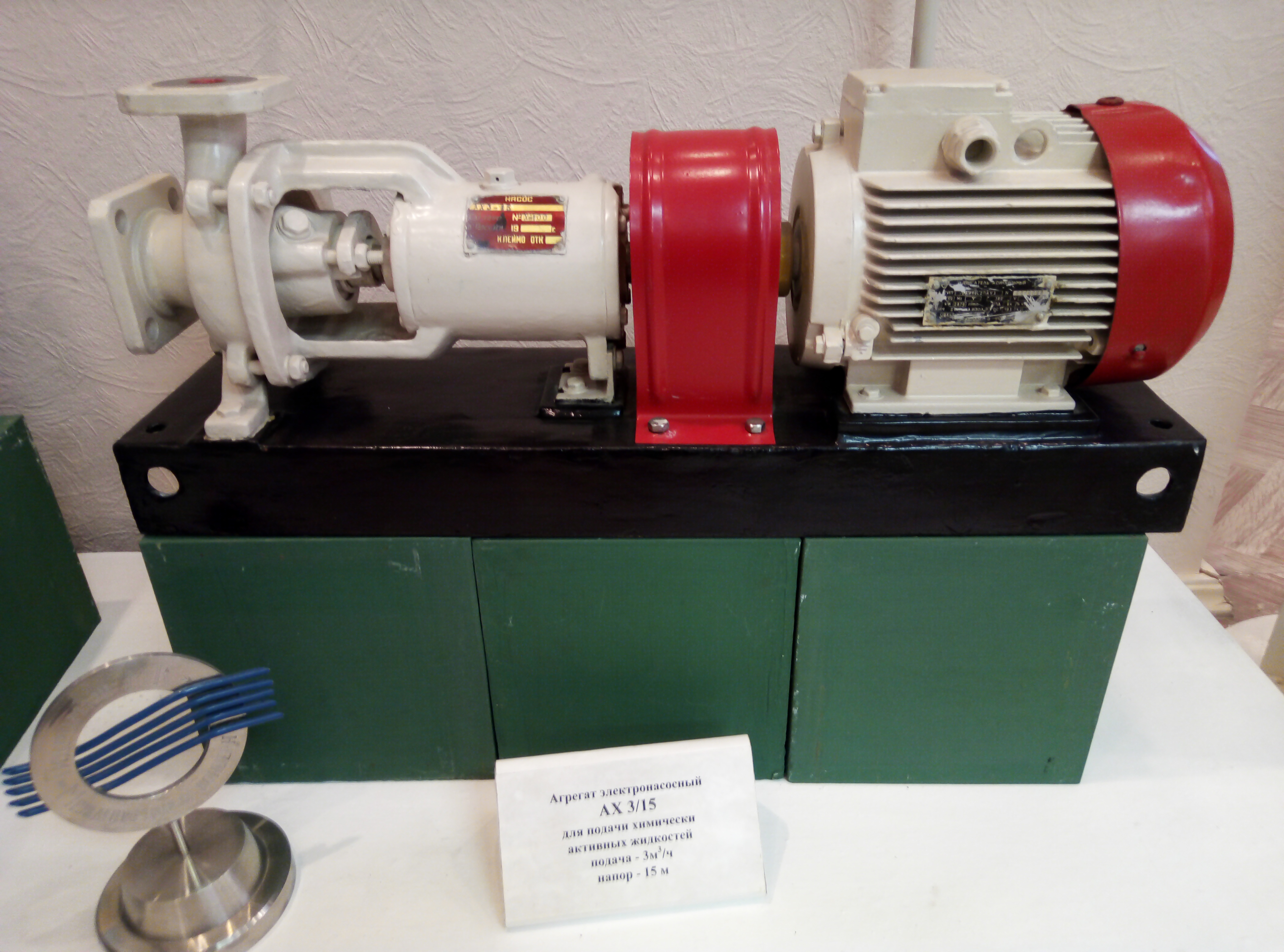
Макет насоса АХ 3/15 для подачи химически активных жидкостей.

В 2002 году началась скупка акций у работников предприятия, осуществлявшаяся с многочисленными нарушениями. Появились долги по заработной плате, вследствие чего, а также в результате конфликта акционеров, ситуация стала крайне нестабильной. Со 2 по 9 февраля 2004 году на заводе проходила голодовка, организованная группой рабочих. Голодающие требовали восстановить нормальную работу предприятия, выплатить зарплату за четыре месяца, а также передать Катайский район более благополучной Свердловской области. В феврале соответствующая петиция была направлена президенту России Владимиру Путину и полномочному представителю президента в Уральском федеральном округе П. М. Латышеву. Аудиторская проверка выявила многочисленные нарушения при скупке акций у работников предприятия, которая осуществлялась через ЗАО «Газотеплоэнергетик», впоследствии передавшее их ООО "Уральское представительство «КНЗ», которое и стало обладателем 66 % акций предприятия. Акции приобретались за счет кредита, полученного директором завода В. М. Кокотеевым на приобретение сырья для производства, после чего разница в стоимости была списана на убытки предприятия. В апреле 2004 года акционеры заключили генеральное соглашение с департаментом государственного имущества и промышленной политики Курганской области, передав ему в доверительное управление 66 % акций завода. Тем временем часть рабочих вынуждены были работать вахтовым методом на металлургическом комплексе завода «Химмаш» в г. Екатеринбурге.
В 2000 году было освоено штампосварное производство деталей насосов из тонколистовых нержавеющих сталей. В 2004 году предприятие прошло сертификацию менеджмента качества по системе ГОСТ Р ИСО 9001-2008. В 2006 году началось серийное производство герметичных насосов, а также насосов для перекачивания трансформаторного масла, применяемых в тяговых трансформаторах электровозов. В 2007 год начался выпуск насосов типов «К», «КМ», «ЛМ» в малошумном исполнении.

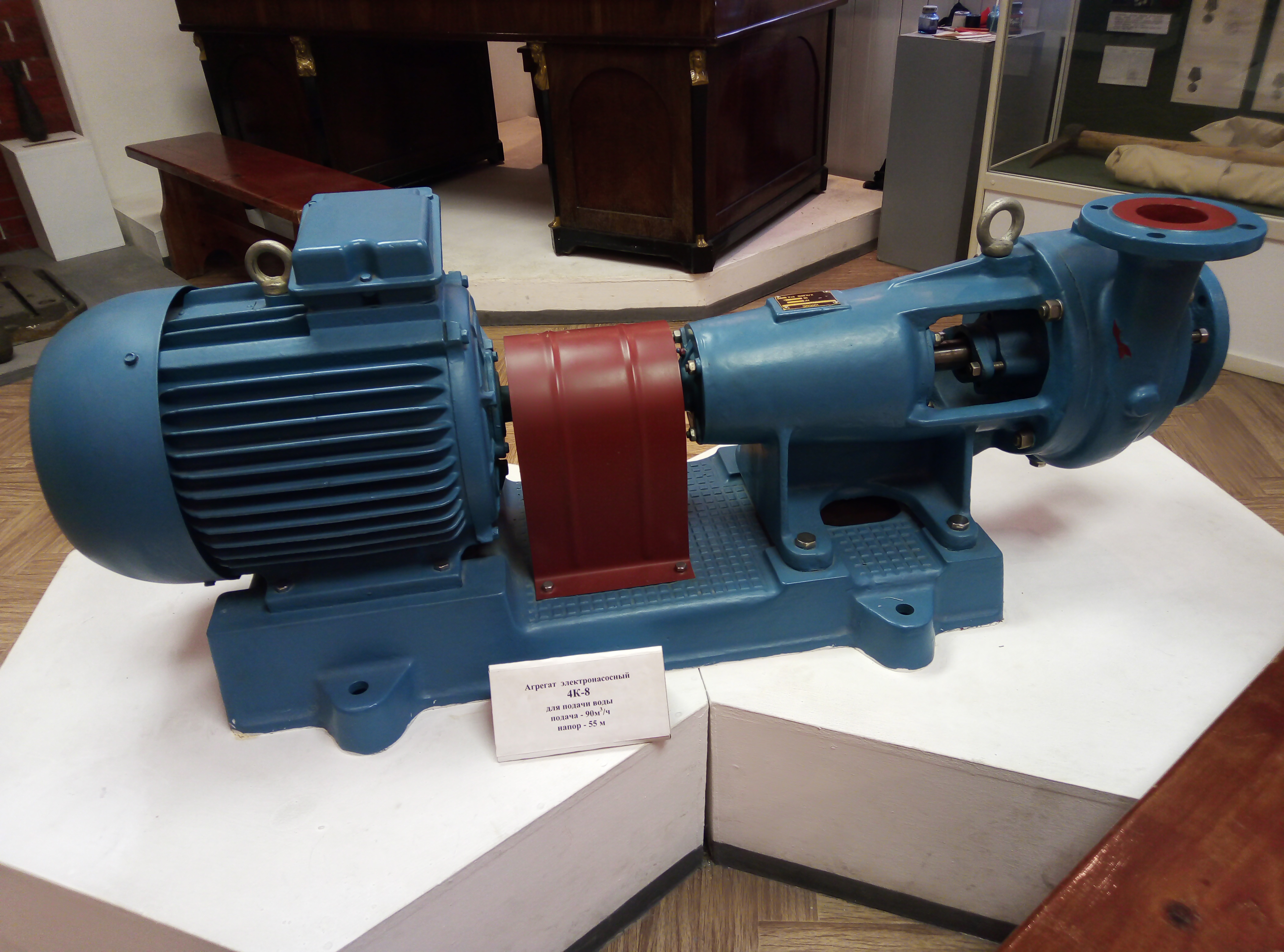
Макет насоса 4К-8 для подачи воды.

В 2008 году завод получил лицензию на право конструирования и изготовления оборудования для объектов атомной энергетики. Освоены новые типоразмеры насосов для перекачивания различных жидкостей в технологических системах АЭС с расходом до 1000 м³/ч. В сталелитейном цехе с целью повышения качества изготовляемого литья из нержавеющих сталей освоена технология получения стержней и форм по α-сет процессу, внедрена вакуумно-плёночная формовка.
В 2013 году завод ввел в эксплуатацию собственный энергоцентр — независимый источник энергоснабжения. В 2014 году состоялось техническое перевооружение чугунолитейного производства, в ходе которого чугунолитейный цех был переведен на новые площади. В 2015 году вступили в работу формовочные машины модели 234Б, что позволило изготавливать фундаментные плиты, а в дальнейшем и корпусные детали. В 2016 году завод был официально включён в перечень предприятий, принимающих участие в программе по импортозамещению.
В 2018 году было подписано соглашение о сотрудничестве с АО «Корпорация развития Зауралья», предусматривающее создание индустриального парка типа brownfield на базе имущественного комплекса завода. Было запланировано инвестировать в его развитие на протяжении пяти лет более 50 млн руб. С целью экономии на электроснабжении решено было построить газотурбинную установку мощностью 5 МВт, на что потребуется более 200 млн руб. Для размещения индустриального парка выделено 27,3 га, в том числе помещения площадью 77 500 м². Было решено, что специализацией парка станут изготовление насосов, арматуры, автокомпонентов, приборо- и машиностроение, дерево- и металлообработка. Резиденты получат льготы по налогу на недвижимое имущество и будут освобождены от уплаты транспортного налога.

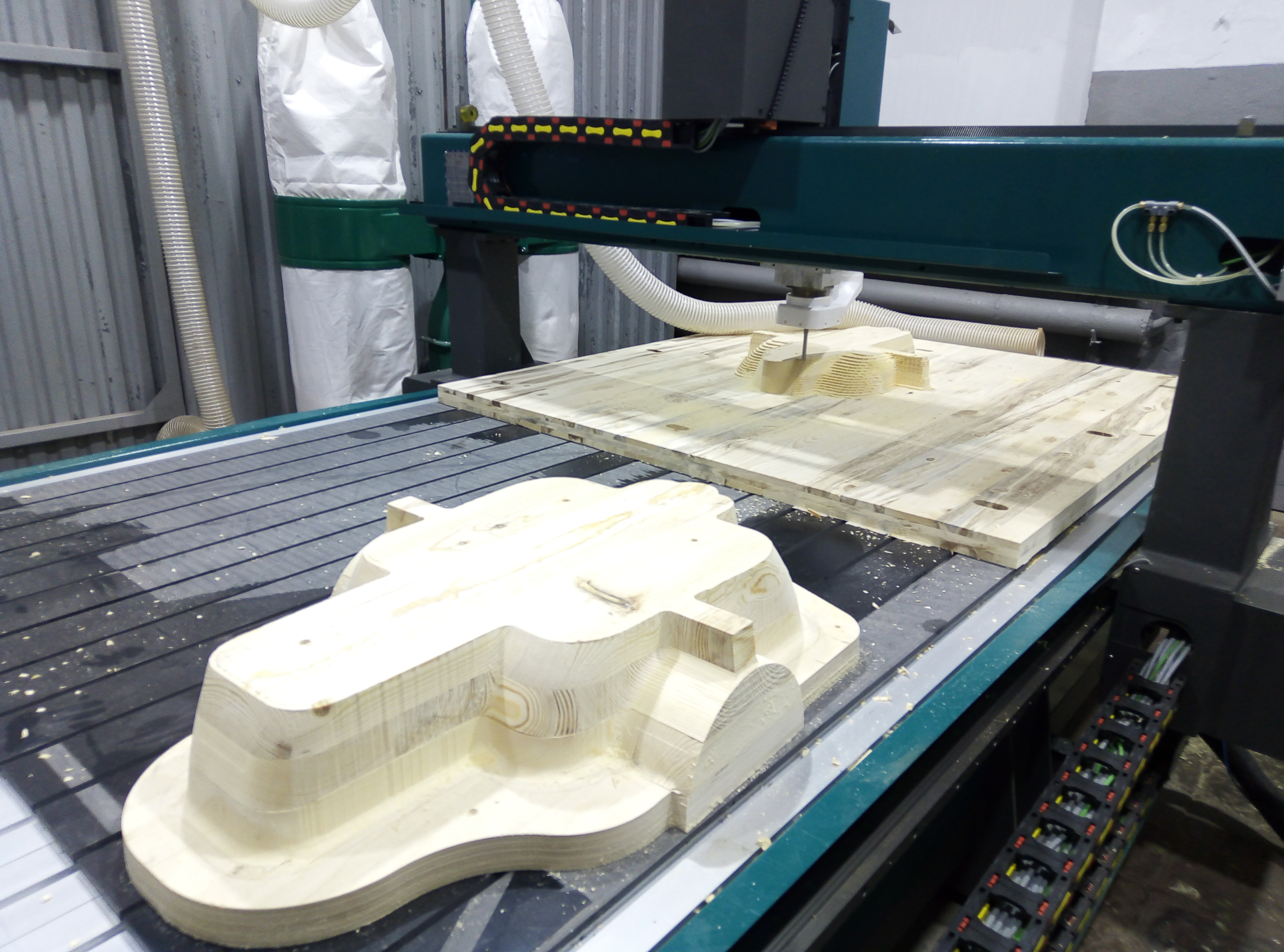
Фрезерный станок по изготовлению модельной оснастки на Катайском насосном заводе

Позднее руководство завода отметило, что под индустриальный парк «РИД Катайск» предприятие отвело 40 000 м². В качестве одной из задач будущего парка было определено участие в выпуске продукции для завода, что позволит сформировать со временем «насосный кластер». Помимо этого рассматривается возможность создания на базе предприятия логистического и складских центров. В связи с дефицитом кадров планируется разработка новых образовательных программ на базе Катайского профессионального училища № 13 с прохождением практики на заводе.
В 2020 году испытательная лаборатория «КНЗ» прошла аккредитацию в соответствии с требованиями Госкорпорации «Росатом», став первым в азиатской части России аккредитованным испытательным центром в атомной отрасли. Завод становится участником национального проекта «Производительность труда и поддержка занятости» в рамках федерального и регионального проектов «Адресная поддержка повышения производительности труда на предприятиях». Предприятие определено в качестве поставщика насосов для АЭС «Аккую» (Турция), что будет осуществляться до 2024 года. Состоялись успешные испытания нового насоса, предназначенного для проведения гидроразрыва пласта. Благодаря установке нового оборудования формы из холодно-твердеющих смесей будут не отправляться на свалку отходов, а повторно утилизироваться в технологическом процессе. Централизованная компрессорная станция была заменена локальными компрессорами, расположенными непосредственно в цехах, где применяется сжатый воздух.

### Названия и статус
Государственный союзный насосокомпрессорный завод был образован 20 сентября 1941 года на базе эвакуированного Мелитопольского насосокомпрессорного завода. В январе 1952 года переименован в Государственный союзный насосный завод, с 1958 года — Катайский насосный завод.
Руководящие организации:
- с 1941 года — Главное управление химического и бумажного машиностроения Наркомата общего машиностроения СССР;
- с 1942 года — Главное управление химического машиностроения Наркомата минометного вооружения СССР;
- с 17 февраля 1946 года — Главное управление химического машиностроения Наркомата машиностроения и приборостроения СССР;
- с 15 марта 1946 года — Главное управление химического машиностроения Министерства машиностроения и приборостроения СССР;
- с января 1952 года — Главное управление по производству насосного и гидротурбинного оборудования Наркомата машиностроения и приборостроения СССР;
- с марта 1953 года — Главное управление химического машиностроения Министерства машиностроения СССР;
- с 1954 года — Главное управление химического машиностроения Министерства машиностроения и приборостроения СССР;
- с 1955 года — Главное управление химического машиностроения Министерства общего машиностроения СССР;
- с 1956 года — Главное управление гидромашиностроения Министерства машиностроения СССР;
- с 1957 года — Управление металлообрабатывающей промышленности Курганского Совнархоза;
- с 1963 года — Управление машиностроения Южно-Уральского Совнархоза;
- с октября 1965 года — Главное управление насосного машиностроения Министерства химического и нефтяного машиностроения СССР.
- 18 июля 1975 года — в соответствии с приказом Министерства химического и нефтяного машиностроения СССР № 156 завод включен в состав Уральского производственного объединения насосостроения (ПО «Уралгидромаш») Всесоюзного промышленного объединения насосного машиностроения.
- 24 сентября 1984 года — приказом директора от № 1698 завод был выделен из состава ПО «Уралгидромаш» с передачей его на правах самостоятельного хозрасчётного предприятия в подчинение Всесоюзного промышленного объединения насосного машиностроения[1].

### Директора
- октябрь 1941 года — декабрь 1942 года — Михаил Степанович Седунов[79]
- декабрь 1942 года — июль 1943 года — Огенян Карпович Бандуганов[79]
- июль 1943 года — июнь 1950 года — Наум Аронович Шепелявый[79]
- июнь 1950 года — октябрь 1956 года — Пётр Алексеевич Долотов[79]
- октябрь 1956 года — ноябрь 1957 года — Иван Афанасьевич Куликов[79]
- ноябрь 1957 года — май 1958 года — Пётр Александрович Василевский[79]
- май 1958 года — август 1968 года — Николай Яковлевич Назымко[79]
- август 1968 года — 1976 год — Геннадий Дмитриевич Климонтов[79][80]
- 1976—1977 годы — Авенир Моисеевич Цай[79]
- 1978—1986 годы — Владимир Иванович Першуков[79]
- февраль 1986 года — январь 2004 года — Вячеслав Михайлович Кокотеев[79][81]
- 2005 — 1 июня 2015 года — Андрей Владимирович Рахвальчук[82]
- с 22 октября (по другим данным — с 30 октября)[83] 2015 года по 14 февраля 2016 года — Арам Альбертович Арутюнян[83][84]
- 3 февраля 2016 года — 1 сентября 2016 года (по другим данным — с 15 февраля по 17 августа)[83] — Леонид Михайлович Резников[85]
- 1 августа (по другим данным — с 18 августа)[86] 2016 года — 26 марта 2019 года — Николай Александрович Глебович[83][87]
- 27 марта — 4 октября 2019 года — Виктор Петрович Полубояринов[83]
- 5 сентября 2019 года — Анатолий Борисович Зуев[2][83]

## Описание
Завод расположен в центре г. Катайска на территории 28 га, из которых 8 га занимают зелёные насаждения.
В связи с высокой стоимостью электроэнергии в 2013 году был создан собственный энергоцентр на основе двух газопоршневых турбин производства Deutz AG (Германия) по 774 кВт каждая и котельной, что позволило обеспечить предприятие собственной электроэнергией, теплом и горячей водой. В результате расходы на электроэнергию сократились в 5,8 раз.

## Продукция и услуги

### Насосы

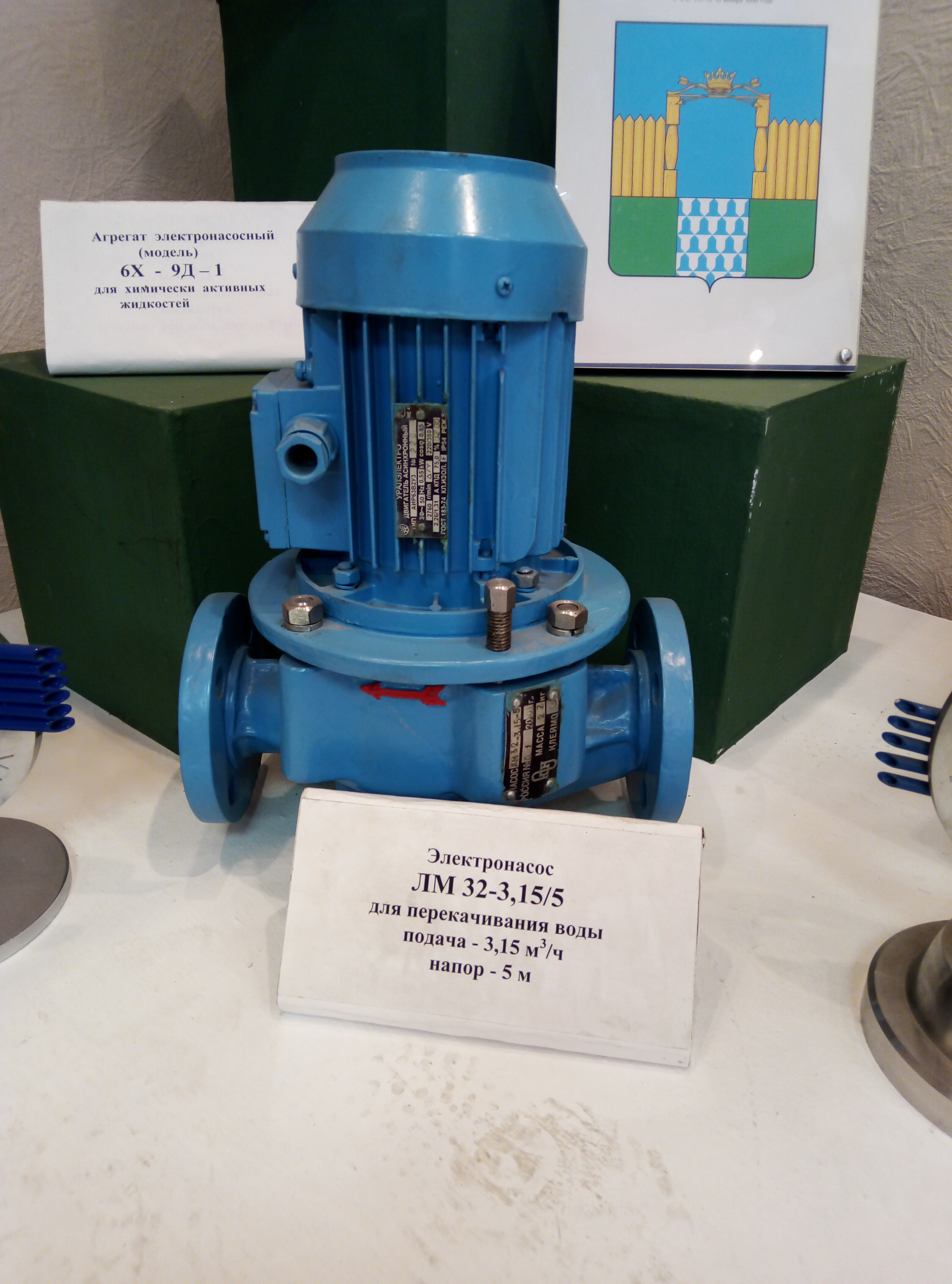
Электронасос ЛМ 32-3 для перекачивания воды.

Предприятие выпускает широкий спектр насосов для:
- воды;
- химических производств;
- нефти и нефтепродуктов;
- конденсата;
- сточных жидкостей;
- абразивных гидросмесей;
- пищевых жидкостей;
- морской воды;
- сжиженного газа;
- атомных электростанций;
- трансформаторного масла.

Ежегодно производится до 10 тыс. насосов.
Названия насосов представляют собой буквенно-цифровую комбинацию, содержащую информацию об изделии. К примеру, название насоса 6Х-9Д, получившего 17 декабря 1970 года знак качества, расшифровывается следующим образом: Х — химический, 6 — размер всасывающего патрубка в дюймах, уменьшенный в 10 раз, 9 — вход выходного патрубка в дюймах, уменьшенный в 10 раз, Д — условная марка металла. Буква К указывает, что насос предназначен для перекачки пресной воды температурой не выше 80 °С, Х — для перекачки активной агрессивной жидкости, НК — для перекачки нефтепродуктов, КС — для перекачки конденсата.

### Услуги

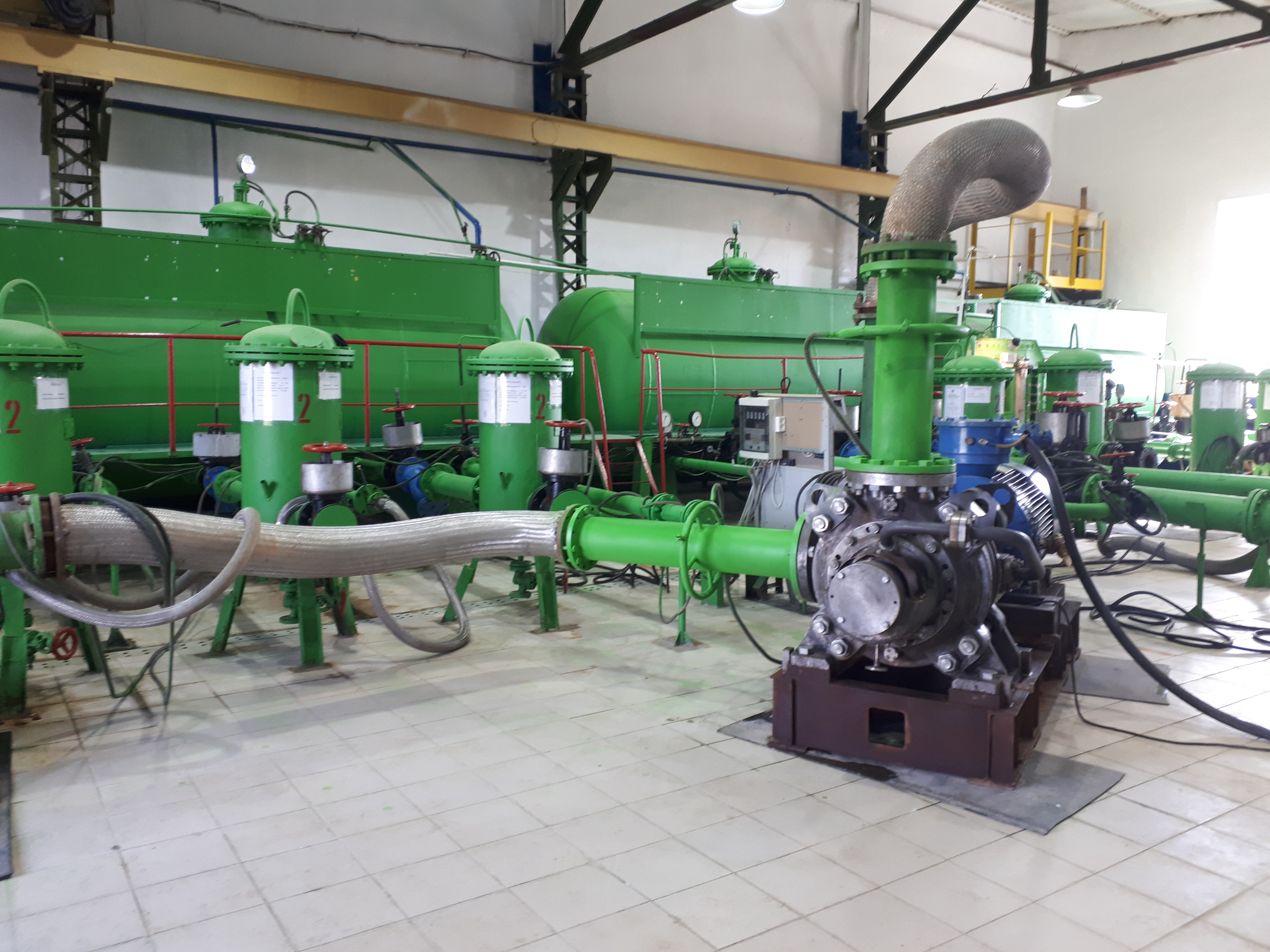
Испытательная лаборатория.

Предоставляются следующие производственные услуги:
- изготовление отливок из чугуна (весом от 1 до 2000 кг) и стали (от 0,2 до 500 кг);[94]
- механосборочное производство;[95]
- изготовление модельной оснастки;[96]
- испытание насосов в лаборатории;[97]
- испытания в химической и механической лабораториях;[98]
- испытания в геометрической лаборатории;[99]
- испытания в лаборатории неразрушающего контроля;[100]
- изготовление нестандартного оборудования и прочие услуги[101]

## Потребители продукции

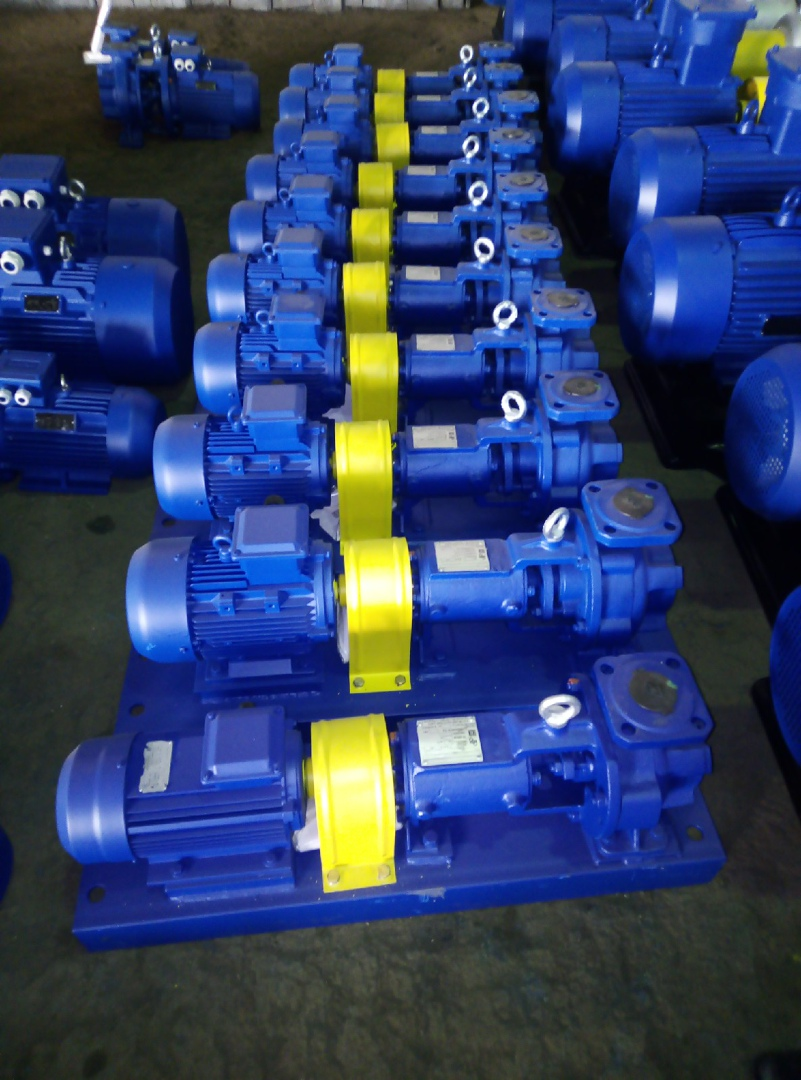
Партия новых насосов.

Среди постоянных потребителей продукции завода такие крупные кампании как «Газпром», «Роснефть», «Салаватнефтеоргсинтез», «Нижнекамскнефтехим», «Азот», «Кокс» (г. Кемерово), «Русал», «Татнефть», «Башнефть», «Лукойл», «Казцинк» (Казахстан), «Далур», «Транснефть», «Запорожсталь» (Украина), «Навои» (Узбекистан), «Гродно Азот» (Беларусь).
Активно развивается сотрудничество с АО «Концерн Росэнергоатом». Завод изготавливает насосное оборудование для модернизации Ленинградской и Курской атомных станций, а также строящейся Курской АЭС-2. Запланирована поставка катайских насосов на Белорусскую АЭС, АЭС Куданкулам (крупнейшая в Индии), АЭС Руппур (первая в Бангладеше), АЭС Аккую (Турция).
Продукция завода поставляется в десятки стран: Казахстан, Украина, Беларусь, Узбекистан, Кыргызстан, Армения, Азербайджан, Грузия, Болгария, Черногория, Монголия, Словакия, Молдова, Дания, Сингапур, ОАЭ, Китай, Великобритания, Южная Осетия. К числу ключевых зарубежных рынков относятся: Казахстан (37 % экспорта в 2020 году), Украина (26,77 %) и Беларусь (5,56 %).

## Социально-экономическое значение
На предприятии работает свыше 700 человек, что составляет 16 % всех рабочих мест в Катайске. Предприятие обеспечивает 12,6 % налоговых поступлений городского бюджета (в 2016 году — 40 %).
Численность работников завода менялась со временем, достигнув пика в 1990 году.
| Количество сотрудников по годам |      |      |      |      |      |      |
| 1941-1946                       | 1960 | 1970 | 1980 | 1990 | 1999 | 2010 |
| 860                             | 1113 | 2066 | 2321 | 2469 | 1810 | 1007 |

В 2009 году совместно при участии завода на базе профессионального училища № 13 был создан образовательно-производственный комплекс для подготовки квалифицированных кадров.
Генеральный план города предполагает сформировать одну из трёх планировочных осей, оттолкнувшись от композиционного узла
проходной завода по улице Школьной. Проектом предлагается создать на базе здания литейного цеха многофункциональный комплекс, включающий офисы-представительства основных предприятий города, конференц-залы, выставочные залы, центры реабилитации сотрудников предприятия, спортивные клубы, центры досуга.

## Социальная ответственность
В советские годы завод построил и содержал большую часть жилья и социальной сферы города. В 1995 году в социальной сфере было занято свыше 320 сотрудников предприятия.
На предприятии имеется корпоративный музей, открытый 26 сентября 2001 года в честь 60-летия предприятия. В экспозиции помимо прочего представлен консольный насос, отработавший 34 года и демонтированный лишь потому, что соответствующая станция перестала существовать. Ветеранская организация предприятия включает более 1500 человек и является самой многочисленной в Катайском районе. Регулярно оказывается помощь спортивным клубам города.
В 1950 году был открыт первый детский сад, принявший 20 детей. В 1981 году начал работу детский сад «Сказка», рассчитанный на 280 детей — он располагался в микрорайоне Молодёжный и считался наиболее престижным. В 1959—1965 годы были построены детские сады «Тополёк» и «Родничок», соответственно, на 120 и 135 мест. Имелся также детский сад «Капелька».
Имелись столовая и профилакторий «Сосновый бор», расположенный на территории 1,5 га на берегу озера Горькое-Звериноголовское на 100 мест, с грязелечебницей, открытым бассейном, сауной, баром, фито-баром, массажным кабинетом, библиотекой, прачечной и химчисткой. Санаторий был построен в 1965 году и реконструирован в 2012 году. Строительство велось собственными силами, вне лимитов и фондов, силами сотрудников предприятия, выходивших на объект после работы и в выходные дни. В летнее время там отдыхали дети заводчан. В октябре 2018 года столовая и профилакторий были выставлены на продажу. В 1969—1970 годах был разбит участок под будущую базу отдыха «Солнечный», где было высажено более 3000 деревьев и кустарников из лесопитомника Аксариха (Свердловская область).
5 августа 1988 года вышел первый номер заводской многотиражки «Гидравлик», которая выпускалась, по крайней мере, до 1991 года.
Завод вёл активное жилищное строительство, в том числе собственными силами. К концу 1950 году предприятие имело 777 м² жилья, к 1955 году — 1515 м². В 1959—1965 годах было построено 18 032 м² жилья, в 1966—1970 годах — 5505 м², в 1971—1975 годах — 4959 м², в 1976—1980 годах — 8567 м² (в том числе 70-квартирный жилой дом в 1976 году, 100-квартирный дом в 1977 году и 120-квартирный дом в 1978 году), в 1981—1985 годах — 10 471 м² (в том числе 125-квартирный дом в 1982 году, 90-квартирный дом в 1984 году), в 1986 году сдан 137-квартирный дом, в 1989 году — 120-квартирный.
В 1960-е — 1990-е годы силами завода было построено десять жилых домов. В общей сложности к 1995 году было построено более 70 тыс. м² жилья, более 1500 квартир. При этом семь домов были возведены своими силами.
В 1976 году был создан заводской мотоклуб «Патриот». Котельная завода обеспечивала теплом весь город, но к 2013 году была продана ООО «СибЭнергоСтрой», а для нужд предприятия в рамках собственного энергоцентра построена новая котельная.

## Выдающиеся сотрудники
- Орахелашвили, Мераб Мамиевич, профессор Московского энергетического института, лауреат Сталинской премии
- Климонтов, Геннадий Дмитриевич, почётный гражданин Катайского района[80]
- Кокотеев, Вячеслав Михайлович, почётный гражданин Катайского района[81]
- Брендель, Сергей Владиславович, почётный гражданин Катайского района[125]

## В культуре и искусстве
Самодеятельный катайский поэт М. А. Машников посвятил заводу ряд своих произведений, опубликованных в местных литературных сборниках.
Вы не глядите на глаголы косо,
Улыбку пряча хитро под усы —
У нас идёт зачатие насоса,
А мы, так получается, отцы.
В Катайском краеведческом музее истории завода посвящен раздел экспозиции, в которой представлены фотографии, документы и образцы продукции предприятия.